# 7128 Місава
7128 Місава (7128 Misawa) — астероїд головного поясу, відкритий 30 вересня 1991 року.
Тіссеранів параметр щодо Юпітера — 3,179.